# Combiné nordique à l'Universiade d'hiver de 2001
Pour des articles plus généraux, voir Combiné nordique aux Universiades et Universiade d'hiver 2001.
Navigation
Poprad-Tatry - 1999 Tarvisio - 2003
Les épreuves de combiné nordique à l'Universiade d'hiver 2001 se sont déroulés du 11 février 2001 au 14 février 2001 à Zakopane. 

## Organisation

### Calendrier
| Hommes | Individuel |  |  |  |  |  |  |  |  |  |  |  |
| Hommes | Sprint     |  |  |  |  |  |  |  |  |  |  |  |

|  | Entraînements officiels |  | Jour de l'épreuve |

### Format des épreuves
L'individuel comprend un saut sur le K 85 et 15 km de ski de fond. Le sprint a lieu sur le K 120 et il est suivi par 7,5 km.

## Athlètes

### Participants
Il y a 32 athlètes participants représentant 14 pays.

## Récit des épreuves
Grega Verbajs remporte l'individuel devant Jun Sato et Vladimir Smid. Roomet Pikkor termine 12e. Jaan Lukk termine 28e et avant-dernier.

## Podiums
| Épreuves                       | Or            | Argent        | Bronze        |
| ------------------------------ | ------------- | ------------- | ------------- |
| Individuel résultats détaillés | Grega Verbajs | Jun Sato      | Vladimir Smid |
| Sprint résultats détaillés     | Makoto Masaki | Grega Verbajs | Jun Sato      |

## Résultats détaillés

### Individuel
| Position | Athlète           | Nation             | Distance (m) | Points | Temps du ski de fond | Points | Total |
| -------- | ----------------- | ------------------ | ------------ | ------ | -------------------- | ------ | ----- |
| 1.       | Grega Verbajs     | Slovénie           |              | 231,5  | 48 min 34 s 2        |        |       |
| 2.       | Jun Sato          | Japon              |              | 209,5  | 46 min 57 s 0        |        |       |
| 3.       | Vladimir Smid     | République tchèque |              | 233,5  | 49 min 0 s 2         |        |       |
| 4.       | Denis Kalinin     | Russie             |              | 199,5  | 46 min 10 s 3        |        |       |
| 5.       | Christoph Engel   | Suisse             |              | 190    | 45 min 52 s 3        |        |       |
| 6.       | Marko Simic       | Slovénie           |              | 233    | 49 min 38 s 1        |        |       |
| 7.       | Sergei Zacharenko | Biélorussie        |              | 187,5  | 45 min 59 s 0        |        |       |
| 8.       | Makoto Masaki     | Japon              |              | 203    | 47 min 51 s 3        |        |       |

### Sprint
| Position | Athlète           | Nation             | Distance (m) | Points | Temps du ski de fond | Points | Total |
| -------- | ----------------- | ------------------ | ------------ | ------ | -------------------- | ------ | ----- |
| 1.       | Makoto Masaki     | Japon              |              | 91,1   | 25 min 22 s 5        |        |       |
| 2.       | Grega Verbajs     | Slovénie           |              | 105,3  | 26 min 15 s 6        |        |       |
| 3.       | Jun Sato          | Japon              |              | 91     | 25 min 26 s 9        |        |       |
| 4.       | Christoph Engel   | Suisse             |              | 83,4   | 25 min 14 s 6        |        |       |
| 5.       | Denis Kalinin     | Russie             |              | 90,2   | 25 min 59 s 9        |        |       |
| 6.       | Yōsuke Hatakeyama | Japon              |              | 89,6   | 26 min 5 s 2         |        |       |
| 7.       | Martin Novorolnik | Slovaquie          |              | 96,5   | 26 min 46 s 9        |        |       |
| 8.       | Vladimir Smid     | République tchèque |              | 96,5   | 26 min 56 s 3        |        |       |

## Tableau des médailles
| Rang  | Nation             | Or | Argent | Bronze | Total |
| ----- | ------------------ | -- | ------ | ------ | ----- |
| 1     | Japon              | 1  | 1      | 1      | 3     |
| 2     | Slovénie           | 1  | 1      | 0      | 2     |
| 3     | République tchèque | 0  | 0      | 1      | 1     |
| Total | Total              | 2  | 2      | 2      | 6     |